# Eurídice (filha de Amintas IV da Macedónia)
Eurídice (? — 317 a.C.), cujo nome era Adea, foi uma filha de Amintas IV da Macedónia e Cinane, e foi rainha (nominal) da Macedónia por seu casamento com Filipe Arrideu.

## Família
Amintas IV da Macedónia era o filho e herdeiro de Pérdicas III da Macedónia, mas como era apenas uma criança, o futuro Filipe II da Macedónia, irmão de Pérdicas, converteu-se no seu tutor e regente. Quando a situação se tornou perigosa para a Macedónia, Filipe II foi forçado pelo povo a proclamar-se rei da Macedónia.
Cinane era filha de Filipe II com Audata, uma ilíria; ou, segundo Arriano, filha de Filipe II da Macedónia e Eurídice.

## Reinado de Alexandre
Seu pai Amintas IV foi morto por Alexandre, seu primo, imediatamente antes de sua campanha na Ásia.

## Regência de Pérdicas
Após a morte de Alexandre, quando Pérdicas era o regente do império de Alexandre [carece de fontes?] e planejava se casar com Niceia, filha de Antípatro, ou com Cleópatra, filha de Olímpia, Cinane trouxe sua filha Adea, mais tarde chamada Eurídice, para que ela se casasse com Filipe Arrideu, mas Pérdicas e seu irmão Alcetas assassinaram Cinane, poucos dias após o casamento de Pérdicas com Niceia.
Houve tanta indignação na Macedônia pela morte de Cinane que o casamento acabou sendo feito, inclusive com a influência de Pérdicas. O assassinato de Cinane serviu para que Antígono Monoftalmo, refugiado na Macedônia, junto de Antípatro e Crátero, se revoltassem contra Pérdicas.

## Regência de Arrideu ePithon
Após a morte de Pérdicas, assassinado pela própria cavalaria quando lutava contra Ptolemeu, filho de Lago, Pithon e Arrideu se tornaram comandantes supremos das forças do Império. Eurídice se recusou a obedecer Pithon e Arrideu, dizendo que eles só poderiam agir com sua permissão, mas eles disseram que ela não tinha que se envolver em assuntos públicos. A situação perdurou até a chegada de Antígono Monoftalmo, que foi colocado como comandante supremo.

## Regência de Antípatro
Eurídice fez um discurso, acusando Antípatro, no qual foi ajudada pelo escriba Asclepiodoro e por Átalo. Após um tumulto, Antípatro escapou por pouco, e Antígono e Seleuco, que defenderam Antípatro, também quase foram mortos.

## Morte
Filipe Arrideu e sua esposa Eurídice foram assassinados a mando de Olímpia.

## Possível túmulo
O Sol de Vergina, o símbolo de uma estrela com dezesseis raios, foi encontrado em um túmulo de um rei da Macedónia,[carece de fontes?] segundo alguns historiadores, este é o túmulo de Filipe Arrideu, Eurídice e Cinane.